# Scatophagus
Scatophagus es un género de peces de la familia Scatophagidae. Fue descrito por Georges Cuvier y Achille Valenciennes en 1831.

## Especies
- Scatophagus argus (Linnaeus, 1766)
- Scatophagus tetracanthus (Lacépède, 1802)